# Muhammad ibn Ahmad al-Dzsajháni
Al-Dzsajháni, teljes nevén: Abu áh (Abu Naszr Szaíd) Muhammad ibn Ahmad al-Dzsajháni (tudományos átírásban: Abū ’āh [Abū Nasr Sa’īd] Muḥammad ibn Aḥmad al-Ğayhānī, perzsa nyelven: ابو عبدالله محمد بن احمد جیهانی; Dzsajhán?, 9. század – Buhara, 922 után) vélhetően perzsa anyanyelvű, arabul író buharai tudós és államférfi. Pályafutásának néhány főbb állomásáról Jákút, asz-Szallámi (Jákút kivonatolásában), Narsahi, al-Maszúdi, Ibn al-Aszír, al-Nadím, Mirhond, al-Mukaddaszi, al-Bakri és más középkori muszlim szerzők tudósítanak. Egykori földrajzi könyve az Árpád-kor előtti magyar történelem egyik legbecsesebb forrása volt, ezért munkássága meghatározó a magyar történettudomány számára.

## Dzsajháni szülőföldje és Buhara
Niszba-neve – al-Dzsajháni – arra vall, hogy a hvárezmi Dzsajhún (Oxus, ma: Amu-darja) folyó mellett, illetve – Jákút szerint – annak mentén fekvő Dzsajhán városában született, körülbelül a mai Üzbegisztán és Türkmenisztán határvidékén. Pályája a folyótól mintegy 100 kilométerre észak-északkeletre fekvő Bokhara (Buhara) városában teljesedett ki, ahol II. Naszr emír gyámja, kormányzója, vezíre (minisztere) lett.

## Buhara politikai helyzete Dzsajháni fellépésekor
A város Dzsajháni idejében a Számánidák uralma alatt állt. A Számán-ház uralkodói névleg az Abbászidáknak alávetve gyakorolták hatalmukat, ám saját területükön valójában független hatalommal rendelkeztek. Buharát II. Naszr nagyapja, Iszmáíl tette meg székhelyének. Iszmáíl fiát, Ahmad ibn Iszmáíl ibn Ahmad asz-Számánit 914 januárjában összeesküdött szolgái meggyilkolták. Temetése után hívei nyolcéves fiát, Naszrt szemelték ki utódjául, s Ahmad ibn Muhammad ibn al-Lajsz, Buhara kormányzója meg is hódoltatta a város népét a kisfiú előtt.
Ez szokatlan lépésnek számított az iszlám birodalmak történetében, mert egyébként az elhunyt uralkodó családjának legidősebb férfi tagja következett a rangsorban. Naszr nagybátyja, Iszhák ibn Ahmad, Szamarkand parancsnoka már a maga és fiai pártjára hajtotta Transzoxániát, de Buhara tartotta magát. Buhara ragaszkodott a Számánidákhoz, akikben a béke megteremtőit és a város felvirágoztatóit tisztelte. A város lakosságát túlnyomórészt kisgazdálkodók alkották, az ősi földműves hagyományok folytatói. Elsőrendű érdekük a béke volt, mert ha a háború akadályozta a folytonos öntözéses földművelést, az egész lakosságot éhínség fenyegette. A béke biztosítékát pedig a Számánidák jelentették számukra.

## Buhara kulturális helyzete Dzsajháni kormányzóságának kezdetén
A X. században, miután Bagdad, a kalifák egykori fővárosa a politikai zűrzavar közepette elvesztette régi kulturális és vallási jelentőségét, Buhara vált az iszlám világban a rend és biztonság központjává s ezáltal a konzervatív iszlám fellegvárává: itt működtek a hadísz és a vallásjog legelismertebb tanítói, s itt bontakoztak ki az első fanatikus szunniták is.

## Dzsajháni pályafutása Buharában
Tekintettel az Iszhák ibn Ahmad jelentette veszélyre, a kiskorú II. Naszrt Dzsajháni hivatalosan adoptálta, erről árulkodik az utólagos Abu Naszr vagy Abu Naszr Szaíd kunja-név. (A Szaíd – „szerencsés”, „boldog” – II. Naszr mellékneve, szerencsés uralma emlékére.) A nevelőapa megállapodott az uralkodóházzal, hogy az emír nagykorúságáig vezírként, tulajdonképpen kájimként – kormányzóként, valójában afféle régensként – ő intézi az államügyeket.
Egybehangzó állítások szerint Dzsajháni megfelelően elvégezte a rábízott kormányzati munkát. Buhara önállóságát ő is és később II. Naszr is meg tudta védeni, jóllehet Iszhák ibn Ahmad és fiai – a többi szomszédos és rokon fejedelemhez hasonlóan – Buhara ellen vonultak. Dzsajhániról ráadásul köztudott volt, hogy az iszlám vallással valószínűleg csak névleges viszonyban áll, a manicheusok követője, akiket birodalomszerte megvetés, közutálat kísért. (Az arab nyelvű források zandík/zindík és szanavi szóval illetik, „dualista” értelemben, a manicheusok világképére utalva.) E felekezet hatásának tudták Dzsajháninak a kormányzási gyakorlatban tanúsított, a kor emberének szokatlan türelmességét: asz-Szallámi szerint nem utasított el senkit, aki hozzá fordult, egészen „ruha és papiros ügyéig”. Különc szokásairól – többek között asz-Szallámi Jákút kivonatolta krónikájából és at-Táhiri ugyancsak Jákút által közölt gúnyverseiből kivehetően – városszerte, sőt az egész birodalomban beszéltek. A manicheusok minden életet egyformán becsültek, ezért Dzsajháni egy lovát kínzó hajcsárt több serleg vízzel leöntve szimbolikusan tisztátalannak bélyegzett, ezáltal az egész közösség előtt megszégyenítette; házában állítólag nem engedte meg macskáinak az egérfogást, az egerek még ruháján is szabadon szaladgálhattak. Egy gúnyvers őrizte meg a tudós perzsa szavajárását is: bedav enderún (bedavándarún, „siess befelé”, „kerülj beljebb”).
Az a tény, hogy a konzervatív iszlám Buharájában ilyen ember kezébe helyezték a kormányhatalmat, s ő képes volt megőrizni Buhara békéjét, a városnak a Számánidákhoz való hűségén kívül csakis azzal magyarázható, hogy Dzsajhánit kora egyik kivételes egyéniségének tekintették, aki a politika, a földrajztudomány, az irodalom, a csillagászat és a filozófia világában is otthonosan mozgott.
Feltehetően kormányzósága alatt, a 910-es években látott hozzá nagy földrajzi műve megírásához, al-Mukaddaszi szerint kifejezetten a számánida emírek hódító politikájának szolgálatában: alaposan kikérdezte a Buharában megforduló idegeneket országuk gazdasági, politikai és földrajzi helyzete felől. Felhasználta diplomáciai kapcsolatait is, kiterjedt levelezést folytatott a távoli udvarokkal, kancelláriákkal. Városa a selyemút egyik legfontosabb állomása volt, a nagy sztyeppövezet központi területén épült fel, Eurázsia egyik transzkontinentális csomópontján. Rendelkezésére állt az udvari könyvgyűjtemény, a teljes kancelláriai iratanyag, és a messze földön híres buharai közkönyvtár. Valószínű azonban, hogy az általa leírt területek legalább egy részét be is utazta. A megírás idejére vonatkozóan fogódzót jelenthet Almis volgai bolgár király említése a műben. Ez ugyanis a 921-922. évi arab-volgai bolgár követjárás nyoma: a volgai bolgárok királya követeket küldött Bagdadba al-Muktadír kalifához, hogy a már muszlim volgai bolgárság részére vallástanítókat kérjen. A kalifa válaszkövetséget indított egy kereskedőkaravánnal, amelynek útja Perzsián és a sztyeppövezet több országán át vezetett a volgai Bolgárországba. A karaván tagja volt a fontos úti leírást ránk hagyó Ibn Fadlán, aki 921-ben személyesen is találkozott Dzsajhánival; kátibnak, kancellárnak nevezi őt, és megemlíti, hogy a birodalomban as-sajkh al-amídként („az állam támasza”, „az államot megtartó vezető”) emlegetik – ez utóbbi megnevezés hasonlít a Számánidáknál magas rangú civil tisztségviselőknek adható tiszteleti címre.
922-ben az immár nagykorú II. Naszr ténylegesen elfoglalta a trónt, s Dzsajháni helyére Abu-l-Fadl al-Balamit nevezte ki, aki lényegében folytatta elődje politikáját.

## Elképzelések Dzsajháni pályája végéről
938-tól újra a Dzsajháni név szerepel a számánida emír vezíreinek sorában.
- Régebbi elméletek szerint II. Naszr később sem feledkezett meg gyámjáról: miután al-Balamit felmentette, az idős Dzsajhánit tette meg ismét vezírének, a tudósról keringő szóbeszéd ellenére. Dzsajháni Ibn al-Aszír krónikája szerint 941-ben hunyt el. Halálának okáról a forrás kifejezése homályos, talán a taht al-haram, „aggkori végelgyengülésben” elírása.
- Az újabban elfogadott következtetés azzal számol, hogy Dzsajháni nem sokkal élhette túl az Ibn Fadlánnal való találkozást. Leváltása végleges volt, halálának időpontja ismeretlen.

A bizonytalanság oka az, hogy egyes források több Dzsajháni nevű vezírt említenek a számánida birodalomban. Ezt régebben elírásokból fakadó névcserével magyarázták, ma – az arab névadási szabályok alapján – inkább úgy gondolják, hogy három Dzsajhániról beszélhetünk: az apáról, a fiúról és az unokáról. Így 938-941-ig a földrajzíró fia, Abu Ali Muhammad ibn Muhammad al-Dzsajháni volt II. Naszr vezíre, Ibn al-Aszír krónikája tehát az ő haláláról számol be. II. Núh emír idején pedig az unoka, Abu áh Ahmad ibn Muhammad al-Dzsajháni töltötte be e tisztséget 974 és 976 között. Dzsajháni tekintélye tehát leszármazottait is körülvette, felemelkedése családja emelkedését is jelentette. Miután három személy is rendelkezett azzal a pozícióval és iskolázottsággal, amellyel irodalmi és tudományos tevékenységet folytathatott a buharai udvarban, a nagy földrajzi könyv sem feltétlenül egy szerző műve, akár három egymást követő generáció családi vállalkozása is lehetett.
Megemlékeznek a források Ubajdallah ibn Ahmad al-Dzsajháni hadvezérről is, aki 913 táján Buszt város (a mai Laskargáh, Afganisztánban) kormányzója volt; feltehetően a földrajzíró testvére, naszab-nevük legalábbis azonos.

## Írásai
A későbbi muszlim kútfők Dzsajháni következő írásműveiről emlékeznek meg:
1. Kitáb al-maszálik va-l-mamálik („Az útvonalak és birodalmak könyve”, „Az utak és országok könyve”): földrajzi műve. (A cím nem önálló lelemény, hanem egyike a korabeli iszlám földrajztudományban elterjedt címtípusoknak, több muszlim szerző ilyen című munkájáról tudunk a IX-X-XI. századból.)
2. Kitáb ájin makálát kutub al-uhúd li-l-khulafá va-l-umará („A kalifák s az emírek írott szerződéseiben foglalt szakaszok rendszerének könyve”): valószínűleg közjogi mű, amely a kalifák és azok helytartói, emírjei kölcsönös jogi viszonyát tárgyalta, különös tekintettel a Számán-ház emírjeire, akik elismerték ugyan az Abbászidákat, de a mindennapi életben függetlenül uralkodtak. A cím perzsa szavát, az ájint al-Maszúdi fordítja „rendszer”-nek és a perzsa Ájin náme, „Szertartáskönyv” című, udvari etikettel foglalkozó művekre utal.
3. Kitáb az-zijádát fi kitáb ájin fi-l-makálát („A szakaszokról szóló rendszer könyvéhez csatolt adalékok könyve”): az előző mű kiegészítése.
4. Kitáb raszáil („Jelentések/Értekezések/Levelek könyve”)

Csak földrajzi művének egyes szakaszait ismerjük több-kevesebb bizonyossággal, a többi nem maradt ránk.

## Főműve
„Az utak és országok könyve” összefoglaló igényű leíró földrajzi munka volt. Mint a középkori iszlám szerzői általában, Dzsajháni is korábbi keleti tudományos tekintélyhez nyúlt vissza; Ubajdallah ibn Khurdádzbih (Khordádzbeh) hasonló című, a 870-es-880-as években írt művét dolgozta át, illetve jelentősen kibővítette. Meríthetett továbbá többek között Ibn Fadlán szóbeli közléséből, esetleg Hárún ibn Jahjá szintén 870-es évekbeli munkájából is. Az antik előzmények nyomán, elsősorban Ptolemaiosz rendszerét követve hét klímára (égövre) osztotta fel a Föld felszínének akkoriban lakottnak ismert területét. Egy-egy klíma ismertetésében a legfőbb egység az adott terület csillagászati égboltja, egy-egy kijelölt vezércsillaggal. Erre épült a klíma éghajlati, időjárási, vízrajzi, domborzati viszonyainak részletezése. Ez utóbbihoz szorosan kapcsolódott az útviszonyok és útvonalak tárgyalása. Miután a szerző elsősorban a katonai szempontokat tartotta szem előtt, az egyes országok, népcsoportok leírásakor az odavezető útvonalakat vette alapul, mellőzte a településhálózat részletezését, inkább az ismertetett nép általános társadalmi-politikai felépítését hangsúlyozta, illetve az alapvető gazdasági viszonyokat, a korabeli technológiai fejlettséget. Kitért egy-egy ország hagyományaira, szokásaira, valamint a többi néppel, országgal való kapcsolatára. Nem maradt említetlenül az egyes vidékek sajátos növény- és állatvilága sem. A könyv mindezt bonyolult, terjedelmes rendszerbe tagolta. A Dzsajháni-művel foglalkozó forrásokból kitűnik, hogy a szerző által ismertetett hét klíma korántsem csak a korabeli iszlám vallású országokat foglalta magában, de Európa és Afrika egy részét, valamint a Távol-Keletet is, egészen Kínáig. Előadása – a kikövetkeztethető töredékek alapján – élénk, színes, ugyanakkor helyenként zsúfolt és terjengős; kedveli a meseszerű, csodás fordulatokat.
A hétkötetes könyvet értékelték ugyan a tudósok, viszont a korabeli szélesebb olvasóközönség bizonyára nehezen fogadta be terjedelme miatt, a szerző vallási hovatartozása pedig vitatott volt az iszlám világban. Kevés példánya volt hozzáférhető a keleti könyvtárakban. Ezek az okok is közrejátszhattak abban, hogy az eredeti írásmű elveszett. Ám számos muszlim földrajz- és történettudós, mint az arabul író Ibn Ruszta, al-Bakri, al-Makdiszi, al-Mukaddaszi, al-Birúni, Idríszi, Marvazi vagy a perzsául író Gardízi felhasználta a szöveg kisebb-nagyobb szakaszait saját munkájában. Közülük Ibn Ruszta kivonatolása a legjelentősebb, mert terjedelemben a legtöbbet vette át „Az utak és országok könyvé”-ből, s időben is legközelebb áll hozzá. Elemzések szerint Dzsajháni művének a következő fejezeteit használták fel különböző későbbi munkákban:
- A világ tengereinek leírása
- A világ folyóinak leírása
- A Föld hét égövének leírása
- Az északi népek leírása (besenyők, kazárok, burtászok, volgai bolgárok, magyarok, szlávok, oroszok, a kaukázusi szarírok, alánok)
- Az Irakból Mekka felé vezető utak jegyzéke
- „A Béke Városából [Bagdad] Khoraszán legszéle és más felé vezető út” (az iszlám városainak távolsága, a feléjük vezető utak jegyzéke)
- Szallám tolmács útleírása Góg és Magóg falához (népszerű, többször feldolgozott fiktív útirajz a Korán XVIII. szúrája 82. versének igazolására, egy szír Nagy Sándor-legenda felhasználásával; Dzsajháni a falat a Kaukázustól északra helyezi)

Ibn Ruszta helyenként névtelen forrást is idéz, akit – a keleti írók szokása szerint – csak a kála („mondta”) igével jelöl meg. Ezek a leírások feltűnően részletezőek, sőt néha az elbeszélő egyes szám első személybe vált. Az ilyen idézeteknek egy részét ugyancsak Dzsajháninak tulajdonítják. Ezek alapján feltételezik, hogy a szerző utazó is volt. Mindezeket figyelembe véve az Ibn Ruszta-féle összeállításban az alábbi ismertetések is részben tőle származtathatók:
- India leírása
- Kína leírása
- Konstantinápoly és Róma leírása Hárún ibn Jahjá útirajza nyomán

A felsorolt szövegrészletek, fejezetek azonban nem feltétlenül adják vissza Dzsajháni eredeti fogalmazását. Az arab nyelvű kútfők jellemzően rövidítve közlik forrásszövegeiket, a perzsa nyelvű közvetítők munkái pedig nem modern értelemben vett műfordítások, hanem átdolgozások, több helyen félre is értik az arab szöveget.

## Főművének magyar vonatkozása
Az északi népekről szóló fejezet az eddig ismert legrégebbi összefüggő tudósítást tartalmazza a magyar népről. Török jellegű és berendezkedésű, hódító és zsákmányszerző, de kereskedéssel és részben földműveléssel is foglalkozó lovasnomád népet mutat be. Röviden utal az akkori magyarság politikai tagozódására, ismerteti hadereje létszámát, lakóhelyének, környezetének földrajzi helyét és jellegét, illetve a környező népekkel, elsősorban a szlávokkal való viszonyát. A szöveg népünket madzsgarnak (más olvasatok: modzsgar, madzsfar, mudzsfar, makhfar, madzsgir stb.) nevezi. Ha ez nem a baszdzsirt szó változata – amely abban az időben a baskírok általános megnevezése is volt –, akkor Dzsajháni leírása azon kevés idegen középkori források egyike, amelyek a magyarok saját népnevét használják.
Dzsajháni művének eme fejezetét viszonylag sok középkori muszlim tudós átörökítette az utókorra a maga munkájában, kisebb-nagyobb eltérésekkel. Arab nyelvűek: Ibn Ruszta (X. század); al-Bakri (XI. század); Abu l-Fidá (Abulfedá, XII. század) al-Bakrit követi a magyarok leírásában; Marvazi (XI-XII. század); perzsa nyelvűek: névtelen szerző Hudúd al-Álam („A világ határai”) című munkája (X. század) és Gardízi (XI. század) – mindkettő helyenként jelentős többletet tartalmaz az arab kivonatokhoz képest; Aufi (XIII. század) Marvazi tudósításait fordította perzsára; Sukrallah (Sükrulláh, XIII. század) főleg Aufit követi; Mirkhond (XIII. század) Gardízit követi; török nyelvűek: Sükrulláh ismeretlen török fordítója (XIII. század) a munkát bővítve közli, a bővítmények egyikében-másikában szintén Dzsajháni egykori szövegét sejtik; Muhammad Kátib (XIV. század) és Háddzsi Halífa (XVII. század) Sükrulláh munkáját használja fel. Ezen írások segítségével az eredeti szöveg többé-kevésbé helyreállítható.
A keletkezés pontos idejéről és a benne leírt magyarságról mind a nemzetközi, mind a magyar történettudományban eltérő álláspontokat fogalmaztak meg. Azt már az 1920-as évekre tisztázták, hogy a feltételezett magyar őshaza helyének megállapításához Dzsajháni tudósítása nem használható, mert a szerző életében a magyarok már jelenlegi hazájukban laktak, másrészt az északi népekről szóló fejezet egészében – a különböző szövegváltozatok összehasonlításával is – egyes szövegrészletek ellentmondanak egymásnak, illetve Dzsajháni koránál mintegy fél évszázaddal régebbi állapotokat tükröznek. Különösen kirívó belső ellentmondásokkal találkozunk az oroszok leírásában. Az egyes kéziratokban másolási hibák vannak, de az egykori kivonatoló szerzők maguk is tökéletlenül rövidítették le forrásukat.
Bár az északi népek fejezete a közvetlen előd Ibn Hordádzbeh és a többi szóba jött kútfő ránk maradt szövegeiből hiányzik, mégis feltételezik, hogy Dzsajháni más írott forrást is igénybe vett, akit eddig nem sikerült meggyőzően azonosítani. A keleti tudósok a forrásaikat és saját értesüléseiket, eredményeiket jelölés nélkül illesztették össze. Ezzel számolnunk kell mind Dzsajháni rekonstruált töredékeiben, mind az őt kivonatoló későbbi művekben. Az alapszöveg sem volt egységes: újabb szövegelemzések során arra jutottak, hogy a bagdadi követség látogatása után a szerző vagy fia átdolgozhatta a 910-es években befejezett első művet. Al-Mukaddaszi pedig arról tudósít, hogy Dzsajháni nagy terjedelmű könyvének – több más középkori nagy muszlim tudóséhoz hasonlóan – egy rövidebb változata is hozzáférhető volt. A későbbi kivonatolók a rövid változatot (amely a 920-as évekbeli átdolgozás eredménye lehetett) használhatták fel s egészíthették ki.
A magyar történeti kutatók többsége a teljes tudósítás keletkezését a 860-as-870-es évek és a honfoglalás ideje közé teszi, azonban két másik nézet is elterjedt erről a kérdésről.
- Az első, rámutatva a környezeti-földrajzi leírások és elődeink szlávokkal való viszonyának a szövegen belül eltérő jellemzésére, azt feltételezi, hogy Dzsajháninak a magyarokról írott tudósítása eleje és vége az ismeretlen korábbi műből vagy művekből származik, tehát honfoglalás előtti viszonyokat örökít át (száraz sztyeppi környezet, hódító hadjáratok, a Krím-félszigeten folytatott rabszolga-kereskedelem), ellenben a középső szakaszban már a Kárpát-medencében élő magyarokról olvashatunk (a folyóközi életmód leírása, keleti fogalmak szerint vízdús vidék, az alávetett népek megadóztatása, szántóföldek). Külön kérdés Gardízi, Marvazi és követőik idevonatkozó szövegszakaszainak besorolása, amelyek megemlítik többek között a Duna és az Etil (Volga, Don, itt inkább: Dnyeper) folyóneveket, és egyes Al-Duna-menti népeket.
- A másik irányzat abból kiindulva, hogy az északi népek fejezetét sem Ibn Khordádzbeh művének kéziratai, sem más korábbi szerzők töredékei nem tartalmazzák, a szöveg látszólagos ellentmondásait összeegyeztethetőnek tartja és a leírás egészét Dzsajháni korára datálja, eszerint a Kárpát-medencében élő magyarságról szól.

A magyarok országának földrajzi határait az egyes kivonatok hiányosan írják le, illetve al-Bakri és Abulfedá változatai olyan bizonytalanul fogalmaznak, hogy al-Bakri a keleti határnál húzódó hegységet – tévesen – a Kaukázussal azonosítja. Nem lehetetlen, hogy al-Bakri vagy Dzsajháni ismeretlen forrása megkülönböztette a magyar nép keleten maradó és nyugatra vándorló csoportjait, vagy éppen azonosnak vette a magyar és a baskír népet. Al-Bakri (és al-Himjari későbbi, párhuzamos szövege) a madzsgarokon kívül az unkalusok (unkulusok) országáról is megemlékezik; ez utóbbi név kétségkívül a latin Ungarus szóból ered, és ez a leírás világosan a Kárpát-medencei magyarokról beszél.

## Hatása, utóélete
Dzsajhánit kora egyik nagy tudósának ismerték el. Al-Mukaddaszi mint a IX-X. század tudományos szemléletének egyik példáját jellemzi, s egyenesen a földrajztudomány imámjának nevezi őt. Munkája nemcsak megőrző, de úttörő jellegű is, jelentős hatást gyakorolt közvetlen tudományos utókorára. Minthogy főművét a politika szolgálatában írta, így az addigi felsorolásszerű útvonal- és távolságleírásokon túllépve az egyes országokat s azok népeit is tanulmányozni kezdte; ő teremtette meg az antropogeográfia és a leíró földrajz alapjait a muszlim tudományban, közvetve pedig előkészítette a szellemi talajt az arab kartográfiához. Al-Balkhi, al-Isztakhri, Ibn Haukal vagy Idríszi munkássága elképzelhetetlen Dzsajháni nélkül, de al-Mukaddaszi, al-Kazvíni, al-Rázi, Jákút, al-Birúni és más tudósok is többször hivatkoznak rá. A Dzsajháni-féle „Az utak és országok könyve” alapvető munkának számított a középkori muszlim földrajztudományban; még a középkor végén is merítettek egyik-másik szakaszából valamely követője után.
Sokat tett városa, Buhara és az azt körülölelő birodalom kulturális felvirágzásáért. Buhara szépüléséhez személyes intézkedésekkel is hozzájárult: Narsahitól tudjuk, hogy mint vezír 918-ban az újjáépülő buharai nagymecsethez minaretet építtetett saját költségén. Tudósok, írók támogatója volt, működése idején a számánida emír udvara nemcsak a vallástudományok, hanem az egyéb tudomány- és művészeti ágak művelőinek találkozóhelye lett. Így például al-Balkhi, az egyik legsokoldalúbb, legtermékenyebb középkori arab tudós, az arab kartográfia megalapítója egy ideig évjáradékban részesült, II. Naszr pedig kitüntetett figyelemben részesítette és udvarában tartotta Rudakit, az újperzsa irodalom első klasszikus költőjét.
751 óta az abbászida kalifátus már nem elsősorban az arab elemre, hanem a perzsákra támaszkodott mind politikai, mind kulturális téren, így a kalifák birodalma területén működő tudósok is jórészt iráni származásúak voltak. Az ehhez vezető politikai változások éppen Dzsajháni hazája területén indultak meg először: itt tört ki a háború, amelyben egyenlőséget követeltek a muszlimok között. Az Abbászidák e népmozgalom élére állva szerezték meg a hatalmat a kalifátus felett. Dzsajháni tevékenységével hozzájárult ahhoz a folyamathoz, melynek eredményeképpen kialakult a Folyóntúl saját muszlim kulturális arculata, illetve felvirágzott a nem arab – elsősorban perzsa – nyelvű muszlim irodalom.
Történészeink kitüntetett helyen tartják számon a Dzsajháni által leírt, illetve az ő leírását követő szerzők örökítette egykori tudósítást népünkről. A magyarok és általában a térség népeinek ismertetéséről szóló szövegváltozatok a magyar történet legfontosabb dokumentumai közé tartoznak. Többségüket máig tanulmányozzák, elemzik, viszonyítási alapot jelentenek. „Az utak és országok könyve” elődeinkről és az őket környező népekről szóló, különböző leiratokban fennmaradt részleteinek összességét a magyar történettudományban Dzsajháni-hagyománynak nevezik.